# هریسون (نبراسکا)
هریسون(به انگلیسی: Harrison) شهری در ایالت نبراسکا کشور ایالات متحده آمریکا است که جمعیت آن در سرشماری سال ۲۰۱۰ میلادی، ۲۵۱ نفر بوده‌است.